# Желуденко Олександр Васильович
Олекса́ндр Васи́льович Желуде́нко — солдат Збройних сил України.
Станом на грудень 2016 року — військовослужбовець батальйону охорони 11-ї окремої бригади армійської авіації.

## Нагороди
За особистий внесок у зміцнення обороноздатності Української держави, мужність, самовідданість і високий професіоналізм, виявлені під час виконання військового обов'язку, та з нагоди Дня Збройних Сил України нагороджений орденом «За мужність» III ступеня (2.12.2016).